# 1936년 시리아 총파업
1936년 시리아 총파업(아랍어: الإضراب الستيني)은 프랑스의 시리아와 레바논 점령지에 대한 정책의 항의로 시작된 50일간의 총파업이다. 파업으로 2개월간 시리아 국가가 마비되었고 프랑스는 결국 국민블록과 협상하여 1936년 9월 9일 시리아-프랑스 독립 조약을 통해 사실상의 독립을 인정받았다.

## 배경
1936년 1월 11일, 국민블록은 1935년 11월 사망했던 지도부 중 한명인 이브라힘 하나누 추모식을 가졌다. 추모식에 나온 연설엔 애도와 더불어 프랑스의 점령에 관해 공격하는 내용의 몇 가지 연설이 나왔다. 이 추모식이 열린지 얼마 되지 않아 프랑스 행정부는 다마스쿠스에 있는 국민블록 사무소를 폐쇄하고 당내에서 저명한 민족주의 지도부 인사인 파크리 알바로우디, 사이프 아린 알마문 2명을 체포하였다. 이에 국민블록은 지도부는 프랑스의 점령지 통치 정책에 맞서 총파업을 열자고 결의한다. 1월 20일부터 다마스쿠스, 홈스, 하마, 알레포에서 학생 시위와 총파업이 열렸으며 총파업은 곧 시리아 거의 주요 도시로 확대되었다.
나시브 알바크리, 자밀 마르담 베이, 루프티 알하파르, 파레즈 알호우리와 같은 국민블록 지도부는 시위에 적극적으로 참여하고 조직화시켜 프랑스의 점령과 프랑스가 내세워 선출시킨 시리아 대통령인 타즈 알딘 알하사니에 대한 반대, 1933년 효력이 정지된 1930년 시리아 헌법의 부활 등을 요구하였다. 민족주의 행동 연맹도 파업을 지지하고 다마스쿠스에서 시가 행진과 시위에 조직적으로 참여했다. 이런 일련의 시민 불복종 운동으로 경제가 마비되었고 시리아 국가는 사실상 '완전한 마비' 상태에 빠졌다.

## 프랑스의 반응
프랑스의 레반트 고등판무관 데망 드 마셜은 상황 파악을 위해 베이루트에서 긴급하게 다마스쿠스로 나갔으며 레반트군의 총지휘관인 장군 샤를 윙지거는 혼란에서 하루빨리 시리아를 안정시키라는 명령을 받았다. 나시브 알바크리, 마르담을 비롯한 국민블록 지도부 수 명이 시리아 국외로 추방당했으며 3,000명 이상을 체포하였다.
시위를 해산시키기 위해 프랑스는 군을 동원하여 시위하는 군중에게 발포하였고 수십 명이 사망하였다. 하지만 시리아 국민과 연대하여 이라크, 레바논, 팔레스타인, 요르단 등 다른 아랍 국가로 시위가 열리고 지지받으면서 결국 봉기를 완전히 진압하는데는 실패한다. 프랑스 내에서도 좌익 언론과 인민전선 등이 프랑스 정부에게 시리아와 레바논의 통치 정책을 재검토라하는 압박을 하고 있었다.

## 협상과 해결
프랑스 정부는 3월 2일부터 국내외의 여러 압박으로 인해 국민블록과의 협상을 시작하였다. 또한 프랑스는 시위 기간 동안 추방되거나 체포당한 사람들에게 일방적으로 전면 복권하였다. 국민블록 당수는 지도부들이 전원 풀러난 후 3월 6일부터 총파업을 멈추자고 결의하였다. 이후 1936년 말 국민블록은 파리로 여행하여 프랑스와 협상하여 시리아-프랑스 독립 조약을 체결하였다.